# 新店溪自行車道

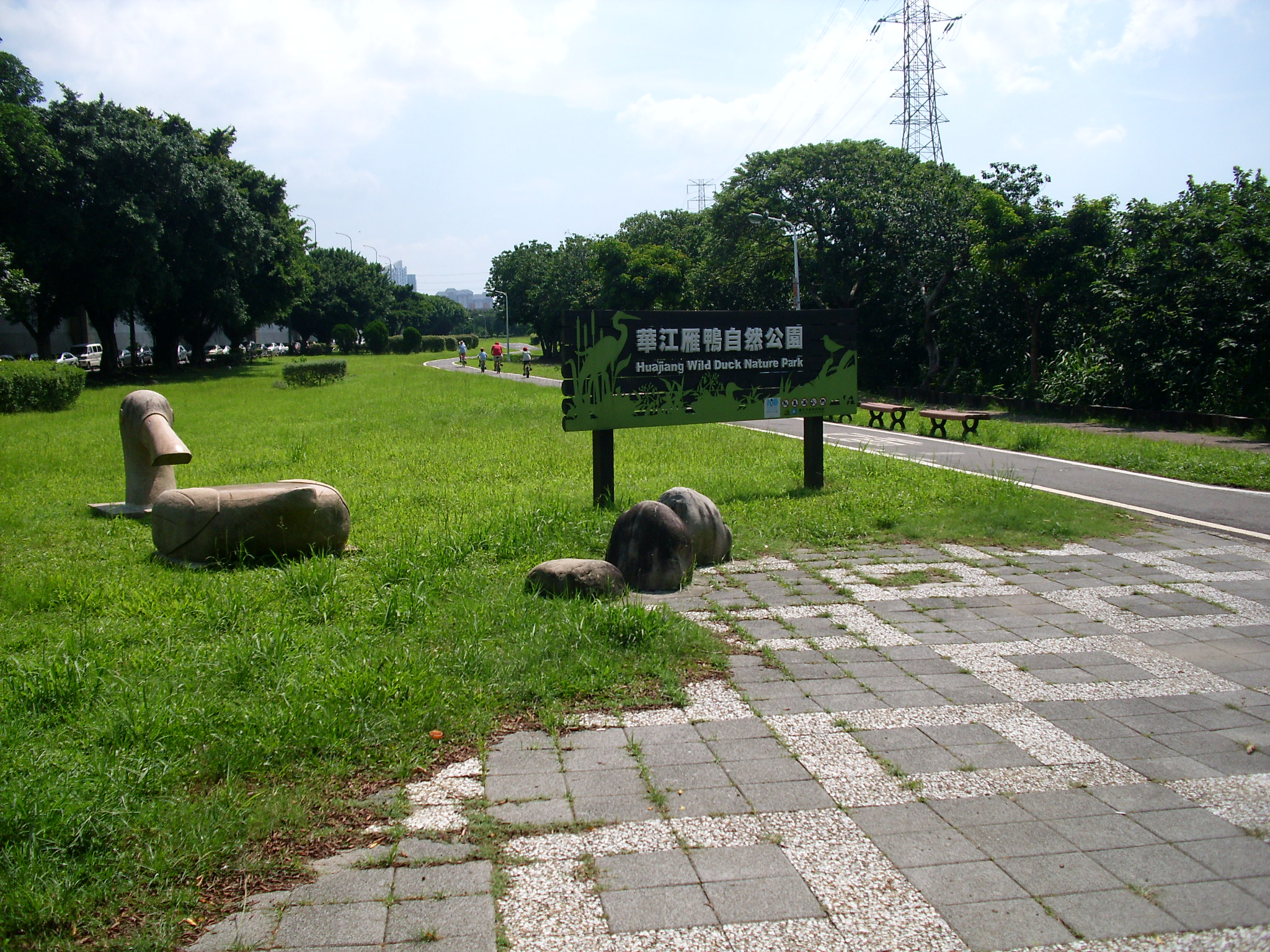
右岸往上游方向：華江雁鴨自然公園路段

新店溪自行車道，是一條橫跨台北市及新北市的自行車道，左岸起點為新北市板橋區江子翠河濱公園，左岸終點點為為新北市新店區著名風景區碧潭（西岸）。右岸起點為台北市萬華區華江雁鴨公園（桂林路底）；而右岸的終點為青潭河濱公園 （页面存档备份，存于）（經小碧潭，親情河濱公園，及碧潭風景區，新店渡渡口往青潭的河濱自行車道於108年9月13日通車 （页面存档备份，存于））

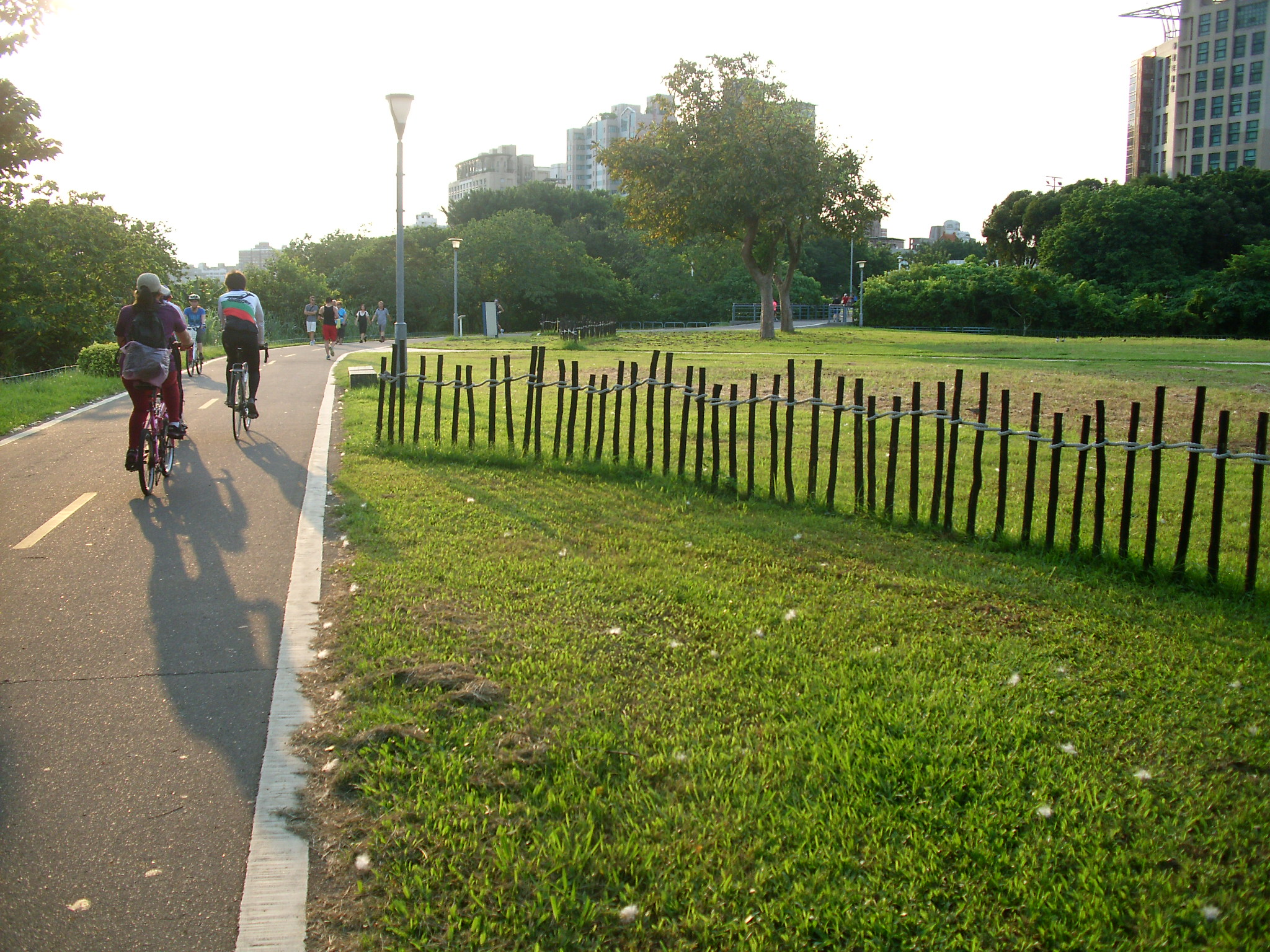
右岸往下游方向：古亭河濱公園LOVE廣場路段

台北市境右岸里程為8.5公里、新北市部分則約為6公里（不含青潭段），總計約14.5公里，分別經過台北市萬華區、中正區、文山區和新北市新店區；左岸全境則皆在新北市，經過板橋區、永和區、中和區和新店區，總長約15公里。同時可以連接淡水河自行車道直通淡水與八里。

車道配置（右岸）：
華江橋（橋下）-雙園自行車橋：單線道
雙園自行車橋-古亭河濱公園：雙向雙車道

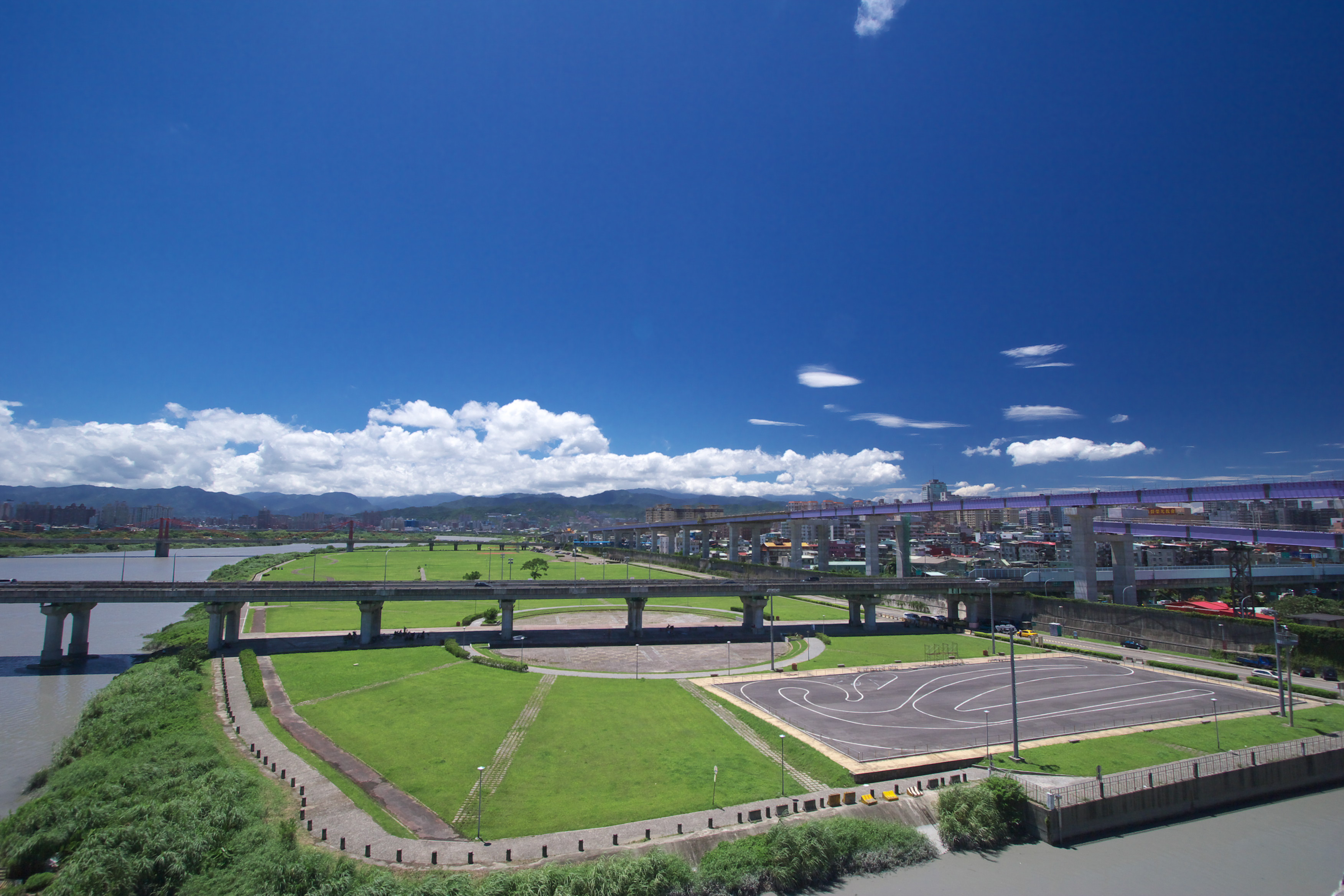
華翠大橋下新店溪左岸自行車道

古亭河濱公園-溪洲疏散門：雙向四車道（外線為人車共用，行人優先，內線為自行車專用車道，禁止行人行走，穿越車道需優先禮讓幹道自行車）
溪洲疏散門-秀朗橋下：該路段尚未闢建自行車道，故需經產業道路。
秀朗橋下-碧潭風景區：雙向車道（北向一車道為自行車專用，南向共兩車道，內側為自行車專用，外側為行人優先道。）
碧潭風景區-青潭河濱公園：皆為單線道，新店渡渡口路段浮筒引道禁止騎乘。

## 騎乘時間
- 左岸：約60分鐘。

1. 皆在新北市境內。

- 右岸：約55分鐘。

1. 皆含台北市及新北市段。

- 左右岸皆可由碧潭吊橋、碧潭大橋、陽光橋（自行車專用）、中安大橋、秀朗橋、福和橋、永福橋、中正橋、華中橋、華江橋連接。

## 交通資訊
- 自行騎自行車前往。
- 右岸：聯營236、聯營74、聯營251、聯營644，於捷運景美站、台電大樓站和公館站下車，並分別步行至景美舊橋入口、師大路口客家文化主題公園和自來水園區進入河濱自行車道。
- 左岸：聯營241、聯營895、聯營214，於捷運頂溪站、公車福和路站下車，並分別於中正橋水門、永福橋福和路口人行陸橋進入河濱自行車道。

## 周邊景點
上游至下游
- 青潭河濱公園
- 碧潭
- 陽光運動公園(左岸)
- 景美夜市、景美集應廟
- 青年公園
- 台北自來水園區
- 華江雁鴨自然公園、臺北市野雁保護區

## 外部連結
- 新店溪、大漢溪與淡水河自行車道-臺北旅遊網
- 新店溪自行車道-新北市觀光旅遊網 （页面存档备份，存于）
- 新店溪、大漢溪與淡水河自行車道 （页面存档备份，存于）
- 新北市河濱自行車道導覽圖 （页面存档备份，存于）
- 碧潭自行車道開通 可延伸暢遊至青潭 （页面存档备份，存于）
- 侯友宜騎自行車 體驗河濱自行車道最後一哩路 （页面存档备份，存于）